# Шовкошитний Георгій Володимирович
Гео́ргій Володи́мирович Шовкоши́тний (1983—2024) — молодший лейтенант збройних сил України, учасник російсько-української війни. Син Володимира Шовкошитного.

## Життєпис
Народився 7 грудня 1983 року в місті Прип'ять Київської області. Батько — Володимир Шовкошитний, відомий український поет, прозаїк, народний депутат України І скликання та ліквідатор аварії на Чорнобильській АЕС. 
Після аварії на Чорнобильській АЕС у квітні 1986 року родина була евакуйована до Києва. Там навчався у 261-й школі, після чого вступив до економічного коледжу, пізніше продовжив навчання в Київському економічному інституті менеджменту. 
На початку 2000-х років Георгій переїхав жити в Гору.
З початком повномасштабного вторгнення приєднався до місцевого добровольчого формування територіальної оборони. У квітні вже далі служив у збройних силах.
Загинув 1 вересня 2024 року поблизу населеного пункту Мала Токмачка, що на Запоріжжі.

## Нагороди
- Орден Богдана Хмельницького III ступеня (20 січня 2025, посмертно) — за особисту мужність, виявлену у захисті державного суверенітету та територіальної цілісності України, самовіддане виконання військового обов'язку[4].
- Відзнака Головнокомандувача «Сталевий хрест» (2024)[3].
- Відзнака Головнокомандувача «Хрест хоробрих» (2023)[3].